# Isophya andreevae
Isophya andreevae är en insektsart som beskrevs av Peshev 1981. Isophya andreevae ingår i släktet Isophya och familjen vårtbitare. Inga underarter finns listade i Catalogue of Life.